# Voo Alaska Airlines 261
O voo 261 da Alaska Airlines foi uma rota internacional regular de passageiros do Aeroporto Internacional Licenciado Gustavo Díaz Ordaz em Puerto Vallarta, Jalisco, México, para o Aeroporto Internacional de Seattle – Tacoma em Seattle, Washington, Estados Unidos, com uma escala intermediária no Aeroporto Internacional de San Francisco em San Francisco, Califórnia. Em 31 de janeiro de 2000, a aeronave que operava a rota, um McDonnell Douglas MD-83, caiu no Oceano Pacífico a cerca de 2,7 milhas (4,3 km; 2,3 milhas náuticas) ao norte da Ilha de Anacapa, Califórnia, após uma perda catastrófica do pitch. Todas as 88 pessoas que estavam a bordo do avião morreram no acidente (dois pilotos, três tripulantes de cabine e 83 passageiros) e a aeronave ficou totalmente destruída. Foi, na época, o acidente mais grave envolvendo um MD-83.
A investigação feita pelo NTSB determinou que a causa da queda foi resultado de uma má manutenção, onde a falta de graxa lubrificante causou o desgaste da alavanca que permite acionar o estabilizador horizontal da aeronave.

## Aeronave,  tripulação e passageiros

### Aeronave
A aeronave envolvida no acidente era um McDonnell-Douglas MD-83, número de série 5307, e registrado como N963AS. O aparelho foi o 1995ª da família DC-9 / MD-80 construído, foi fabricado e entregue novo à Alaska Airlines em 1992 e registrou 26 584 horas de voo e 14 315 ciclos antes do acidente.

### Tripulação
Os pilotos do voo 261 eram altamente experientes. O capitão Edward "Ted" Thompson, 53, acumulou 17 750 horas de voo desde 1982 e tinha mais de 4 000 horas de experiência no MD-80. O primeiro oficial William "Bill" Tansky, 57, acumulou 8.140 horas de voo, incluindo cerca de 8 060 horas como primeiro oficial no MD-80. Nenhum dos pilotos se envolveu em um acidente ou incidente antes do acidente. Três comissários de bordo baseados em Seattle estavam a bordo.

### Passageiros
Os três comissários de bordo e 47 dos passageiros a bordo tinham como destino Seattle. 32 passageiros viajavam para San Francisco; três iam para Eugene, Oregon; e três passageiros se dirigiam para Fairbanks, Alasca. Dos passageiros, um era mexicano e um era britânico, com todos os outros sendo cidadãos americanos.
Pelo menos 35 ocupantes do voo 261 estavam conectados de alguma maneira com a Alaska Airlines ou com a operadora irmã Horizon Air, incluindo 12 funcionários, levando muitos dos funcionários da companhia aérea a lamentar os perdidos no acidente. A Alaska Airlines afirmou que em voos menos movimentados, os funcionários geralmente ocupavam assentos que, de outra forma, teriam sido deixados vazios. Buquês de flores começaram a chegar à sede da empresa em SeaTac, Washington, um dia após o acidente. 

#### Passageiros notáveis
- Jean Gandesbery, autora do livro Seven Mile Lake: Scenes from a Minnesota Life,[16] morreu ao lado de seu marido, Robert.[17][18]
- Cynthia Oti, corretora de investimentos e apresentadora de talk show financeiro no KSFO-AM de São Francisco [17]
- Tom Stockley, colunista de vinhos do The Seattle Times [17]
- Morris Thompson, comissário do Bureau of Indian Affairs no Alasca de 1973 a 1976, morreu ao lado de sua esposa Thelma e sua filha Sheryl.[14][17]

## Voo e Acidente

### Primeiro segmento do voo
O voo 261 da Alaska Airlines partiu do Aeroporto Internacional Licenciado Gustavo Díaz Ordaz de Puerto Vallarta às 13:37 PST (18:37 UTC-3, 21:37 UTC) e subiu ao nível de voo programado 310 (31 000 pés ou 9 400 m). O avião estava programado para pousar no Aeroporto Internacional de São Francisco (SFO). Algum tempo antes das 15:49 (20:49 UTC-3, 23:49 UTC), a tripulação entrou em contato com as instalações de controle de manutenção e despacho da companhia aérea em SeaTac, Washington, em uma frequência de rádio da empresa compartilhada com as instalações de operação e manutenção do Aeroporto Internacional de Los Angeles (LAX), para discutir sobre o estabilizador horizontal emperrado e um possível desvio para LAX. O estabilizador emperrado impediu a operação do sistema de compensação, que normalmente faria pequenos ajustes nas superfícies de controle de voo para manter o avião estável em rota. Em sua altitude e velocidade de cruzeiro, a posição do estabilizador emperrado exigia que os pilotos puxassem os manetes com cerca de 10 lb (44 N) de força para manter o nível. Nem a tripulação, nem a manutenção da empresa puderam determinar a causa do bloqueio. Tentativas repetidas de superar o bloqueio do profundor com os sistemas de guarnição principal e alternativo foram malsucedidas.
Durante esse tempo, a tripulação de voo teve várias discussões com o despachante da empresa sobre se deveria desviar para LAX ou continuar conforme planejado para SFO. No final das contas, os pilotos optaram por desviar. Mais tarde, o NTSB descobriu que embora "a decisão da tripulação de voo de desviar o voo para Los Angeles  [...] tenha sido prudente e apropriada", "o pessoal de despacho da Alaska Airlines parece ter tentado influenciar a tripulação de voo a continuar para São Francisco  [ ...] em vez de desviar para Los Angeles ". As transcrições do gravador de voz da cabine (CVR) indicam que o despachante estava preocupado com o efeito no horário ("fluxo"), caso o vôo fosse desviado.

### Primeiro mergulho e recuperação
Às 16:09 (21:09 UTC-3, 00:09 UTC), a tripulação desbloqueou com sucesso o estabilizador horizontal com o sistema de compensação primário. Ao ser liberado, no entanto, ele rapidamente mudou para uma posição extrema de "nariz para baixo", forçando a aeronave a uma queda quase vertical. O avião caiu de cerca de 31 500 pés (9 600 m) para entre 23 000 e 24 000 pés (7 000 e 7 300 m) em cerca de 80 segundos. Ambos os pilotos lutaram juntos para recuperar o controle da aeronave, e apenas puxando com 130 a 140 lb (580 a 620 N) nos controles a tripulação de vôo interrompeu a descida de 6 000 pés / min (1 800 m / min) da aeronave e estabilize o MD-83 em aproximadamente 24 400 pés (7 400 m).
O Alaska 261 informou o controle de tráfego aéreo (ATC) de LAX seus problemas de controle. Depois que a tripulação declarou sua intenção de pousar em LAX, o ATC perguntou se eles queriam prosseguir para uma altitude mais baixa em preparação para a aproximação. O capitão respondeu: "Preciso descer para cerca de dez, mudar minha configuração, ter certeza de que posso controlar o jato e gostaria de fazer isso aqui sobre a baía, se puder." Posteriormente, durante as audiências públicas do acidente, foi mencionado o pedido do piloto para não sobrevoar áreas povoadas. Durante esse tempo, a tripulação de voo considerou e rejeitou quaisquer outras tentativas de corrigir o ajuste de fuga. Eles desceram para uma altitude menor e começaram a configurar a aeronave para pousar em LAX.

### Segundo mergulho e queda no Oceano Pacífico
Começando às 16:19 (22:19 UTC-3, 00:19 UTC), o CVR gravou os sons de pelo menos quatro "batidas" distintas, seguidas 17 segundos depois por um "ruído extremamente alto", quando a montagem dos macacos sobrecarregados falhou completamente e os macacos se separaram da porca retentora segurando-o no lugar. Como resultado, o estabilizador horizontal falhou e a aeronave caiu rapidamente em um mergulho. O avião descontrolado virou de ponta-cabeça, e várias aeronaves nas proximidades foram alertadas pelo controle de tráfego aéreo do LAX para manter contato visual com o jato fora de controle. Essas aeronaves entraram em contato imediatamente com o controlador. Um piloto comunicou pelo rádio: "Esse avião acaba de começar a fazer um grande mergulho". Outro relatou: "Sim, senhor, ah, concordo. Ele está, uh, definitivamente com o nariz para baixo, uh, posição, descendo muito rapidamente." O controle de tráfego aéreo então tentou entrar em contato com o MD-83. A tripulação de um avião da SkyWest relatou: "Ele está, uh, definitivamente fora de controle." Embora o CVR tenha capturado o co-piloto dizendo "mayday", nenhuma comunicação de rádio foi recebida da tripulação de voo durante o evento final. O avião bateu a cerca de 400 km/h no Oceano Pacífico às 16:30 (21:30 UTC-3, 00:30 UTC) a cerca de 4,3 km da Ilha Anacapa e a 30 km da costa de Point Mugu.

## Investigação

### Recuperação dos destroços e análise

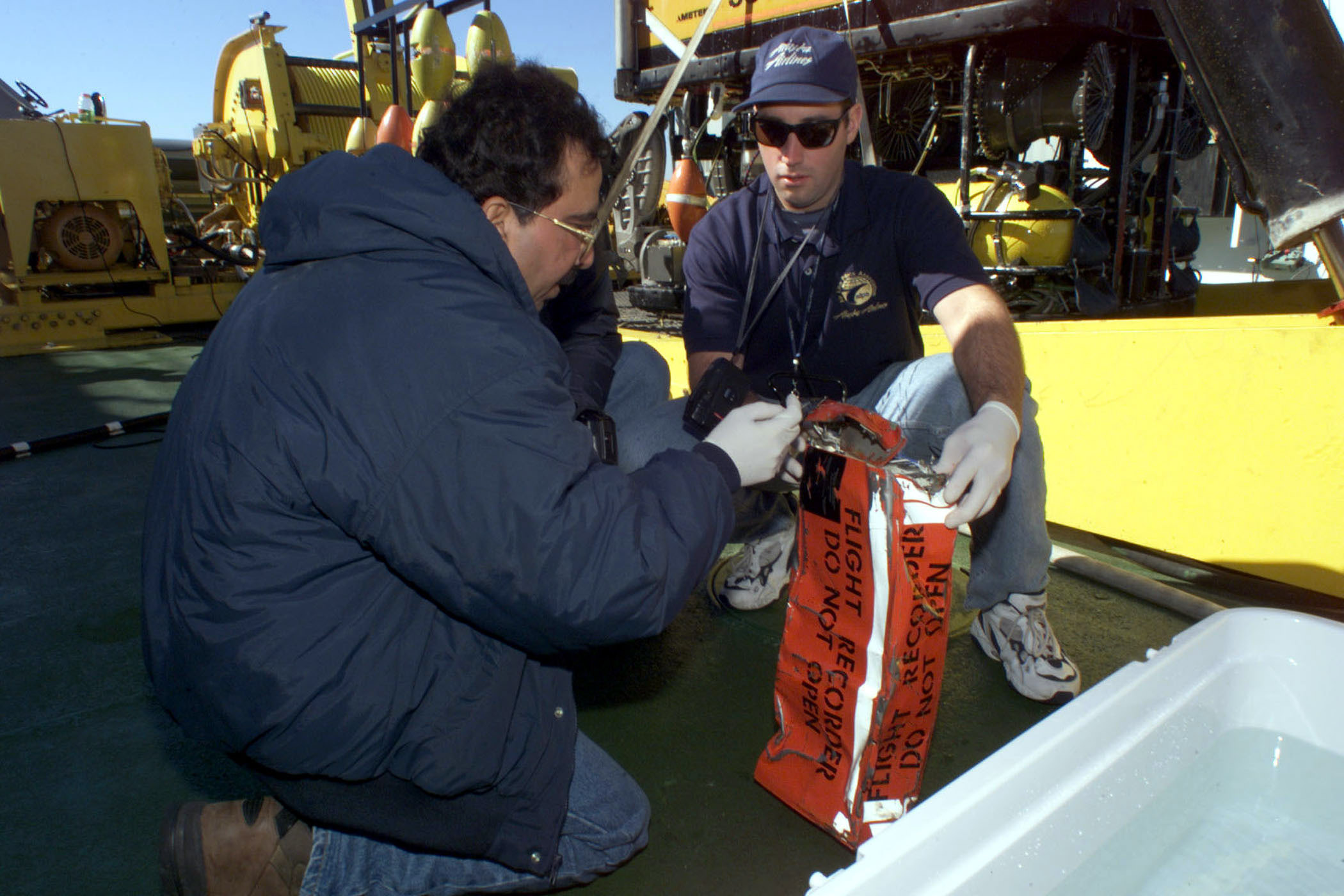
Preparação do gravador de dados de voo recuperado do Oceano Pacífico para o transporte a partir do MV Kellie Chouest em 03 de fevereiro de 2000

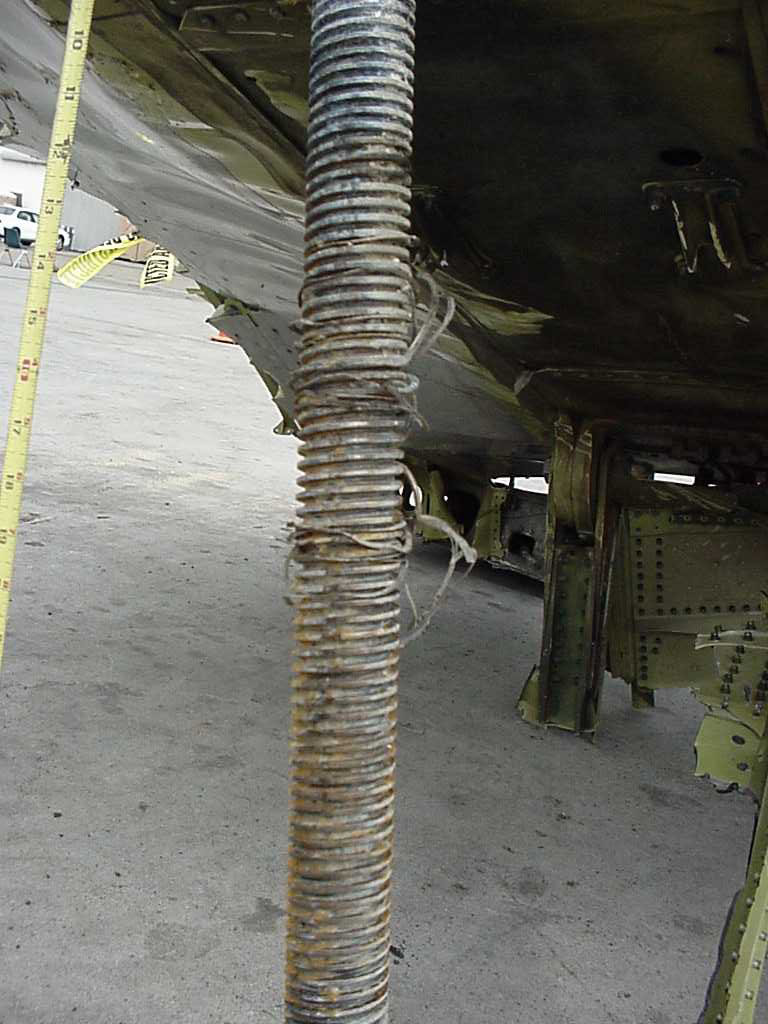
Macaco de parafuso recuperado: o "fio" em espiral enrolado em torno da parte roscada são os restos da rosca interna do parafuso arrancada da porca retentora.

Usando sonar de varredura lateral, veículos operados remotamente e uma traineira de pesca comercial, os trabalhadores recuperaram cerca de 85% da fuselagem (incluindo a cauda) e a maioria dos componentes das asas. Além disso, ambos os motores, bem como o gravador de dados (FDR) e o gravador de voz da cabine CVR foram recuperados. Todos os destroços recuperados do local do acidente foram descarregados no Centro do Batalhão de Construção Naval dos Seabees em Port Hueneme, Califórnia, para exame e documentação pelos investigadores do NTSB. Tanto o macaco de parafuso do sistema de acabamento do estabilizador horizontal (também conhecido como "parafuso acme") e a porca retentora correspondente, através da qual o parafuso de macaco gira, foram encontrados. O macaco de parafuso foi construído em aço cementado e tem 22 pol. (56 cm) de comprimento e 1,5 pol. (3,8 cm) de diâmetro. A porca retentora foi construída de uma liga de cobre mais macia contendo alumínio, níquel e bronze. Conforme o macaco de parafuso gira, ele se move para cima ou para baixo através da porca retentora (fixa) e esse movimento linear move o estabilizador horizontal para o sistema de acabamento. Após o exame subsequente, o macaco de parafuso foi descoberto que tinha filamentos metálicos enrolados em torno dele, que mais tarde foram determinados como sendo os restos da rosca da porca retentora.
Uma análise posterior estimou que 90% do fio da porca retentora já havia se desgastado anteriormente, e que finalmente havia sido arrancado durante o voo durante a rota para San Francisco. Depois que a rosca quebrou, o conjunto do estabilizador horizontal foi então submetido a forças aerodinâmicas que não foi projetado para suportar, levando à falha completa do conjunto do estabilizador com excesso de tensão. Com base no tempo desde a última inspeção do conjunto do parafuso, o NTSB determinou que a rosca da porca retentora se deteriorou em 0,012 polegadas (0,30 mm) por 1000 horas de voo, muito mais rápido do que o desgaste esperado de 0,001 polegadas (0,025 mm) por 1000 horas de voo. Ao longo da investigação, o NTSB considerou uma série de razões potenciais para a quantidade substancial de deterioração da rosca da porca no conjunto do parafuso lubrificação insuficiente dos componentes também foi considerada como uma razão para o desgaste. O exame do parafuso e da porca retentora revelou que nenhuma lubrificação eficaz estava presente nesses componentes no momento do acidente. Por fim, a falta de lubrificação da rosca e da porca retentora e o desgaste excessivo resultante foram determinadas como sendo as causas diretas do desastre.

### Identificação dos passageiros
Devido às forças de impacto extremas, apenas alguns corpos foram encontrados intactos e nenhum foi visualmente identificável. Todos os passageiros foram identificados por meio de impressões digitais, registros dentários, tatuagens, itens pessoais e exame antropológico.

### Lubrificação inadequada e checagem final
A investigação então prosseguiu para examinar por que a manutenção programada não lubrificou adequadamente o conjunto de parafusos. Em entrevistas com o mecânico da Alaska Airlines em SFO, que executou a lubrificação por último, a tarefa durou cerca de uma hora, enquanto o fabricante da aeronave estimou que a tarefa levaria quatro horas. Esta e outras evidências sugeriram ao NTSB que "o mecânico do aeroporto internacional de San Francisco responsável pela lubrificação da montagem dos macacos de parafusos em setembro de 1999 não executou a tarefa de forma adequada". Testes de laboratório indicaram que o desgaste excessivo da montagem dos macacos não poderia ter se acumulado apenas no período de quatro meses entre a manutenção de setembro de 1999 e o vôo do acidente. Portanto, o NTSB concluiu que "mais do que apenas a última lubrificação foi perdida ou realizada de forma inadequada".
Uma inspeção de manutenção periódica chamada de "verificação da folga" foi usada para monitorar o desgaste do conjunto de parafusos. O NTSB examinou por que a última verificação de fim de curso na aeronave acidentada em setembro de 1997 não revelou desgaste excessivo. A investigação descobriu que a Alaska Airlines havia fabricado ferramentas para serem usadas na verificação final que não atendiam aos requisitos do fabricante. Os testes revelaram que as ferramentas não padronizadas ("acessórios de restrição") usadas pela companhia aérea poderiam resultar em medições imprecisas e que se medições precisas tivessem sido obtidas no momento da última inspeção, essas medições possivelmente teriam indicado o desgaste excessivo e a necessidade para substituir os componentes afetados.

### Extensão dos intervalos de manutenção
Entre 1985 e 1996, a Alaska Airlines aumentou progressivamente o período entre a lubrificação dos macacos de parafusos e as verificações finais, com a aprovação da Federal Aviation Administration (FAA). Uma vez que cada lubrificação ou verificação de jogo final subsequentemente não conduzida representou uma oportunidade para lubrificar adequadamente o macaco de parafuso ou detectar desgaste excessivo, o NTSB examinou a justificativa dessas extensões. No caso de intervalos de lubrificação prolongados, a investigação não pôde determinar quais informações, se houver, foram apresentadas pela companhia aérea à FAA antes de 1996. Um depoimento de um inspetor da agência a respeito de uma extensão concedida em 1996 foi que a empresa apresentou documentação da McDonnell Douglas como justificativa para sua extensão.
Os intervalos entre as verificações foram realizados durante um processo de revisão periódica abrangente da fuselagem denominado "C-check". O testemunho do diretor de programas de confiabilidade e manutenção da Alaska Airlines foi que um pacote de análise de dados com base no histórico de manutenção de cinco aeronaves de amostra foi submetido à FAA para justificar o período prolongado entre as verificações C. Tarefas de manutenção individuais (como a verificação do jogo final) não foram consideradas separadamente nesta extensão. O NTSB concluiu que "a extensão do intervalo de jogo final na Alaska Airlines deveria ter sido, mas não foi, apoiada por dados técnicos adequados para demonstrar que a extensão não representaria um perigo potencial".

### Supervisão da FAA
Uma inspeção especial conduzida pelo NTSB em abril de 2000 na Alaska Airlines revelou deficiências significativas generalizadas que "a FAA deveria ter descoberto antes". A investigação concluiu, "a vigilância da FAA da Alaska Airlines foi deficiente por pelo menos vários anos". O NTSB observou que, em julho de 2001, um painel da FAA determinou que a Alaska Airlines corrigiu as deficiências identificadas anteriormente. No entanto, vários fatores levaram o conselho a questionar "a profundidade e eficácia das ações corretivas da Alaska Airlines" e "a adequação geral do programa de manutenção da Alaska Airlines".
Problemas sistêmicos foram identificados pela investigação nos programas de supervisão de manutenção da FAA, incluindo pessoal inadequado, seu processo de aprovação de extensões de intervalo de manutenção e os requisitos de certificação de aeronaves.

### Problemas no projeto e certificação
A montagem do macaco de parafuso foi projetada com duas roscas independentes, cada uma das quais era forte o suficiente para suportar as forças colocadas sobre ela. Os procedimentos de manutenção, como lubrificação e verificações de fim de curso, deveriam detectar qualquer desgaste excessivo antes que ele progredisse até o ponto de falha do sistema. Os projetistas da aeronave presumiram que pelo menos um conjunto de fios sempre estaria presente para transportar as cargas colocadas nele; portanto, os efeitos da falha catastrófica desse sistema não foram considerados e nenhuma provisão "à prova de falhas" foi necessária.
Para que este componente de design seja aprovado ("certificado") pela FAA sem qualquer disposição à prova de falhas, uma falha deve ser considerada "extremamente improvável". Isso foi definido como "tendo uma probabilidade da ordem de 1 × 10−9 ou menos a cada hora de voo". O acidente mostrou que certos mecanismos de desgaste podem afetar os dois conjuntos de roscas e que o desgaste pode não ser detectado. O NTSB determinou que o projeto do "conjunto do parafuso do estabilizador horizontal não levou em consideração a perda das roscas da porca retentora como um modo catastrófico de falha de ponto único".

### Melhoria do design do macaco de parafuso
Em 2001, a Administração Nacional da Aeronáutica e do Espaço (NASA) reconheceu o risco para seu hardware (como o Ônibus Espacial) associado ao uso de macacos semelhantes. Uma solução de engenharia desenvolvida por engenheiros da NASA e da United Space Alliance promete tornar as falhas progressivas fáceis de ver e, portanto, as falhas completas de um macaco são menos prováveis.

### John Liotine
Em 1998, um mecânico da Alaska Airlines chamado John Liotine, que trabalhava no centro de manutenção da companhia aérea em Oakland, Califórnia, disse à FAA que os supervisores estavam aprovando registros de manutenção que eles não tinham permissão para aprovar ou que indicavam que o trabalho havia sido concluído quando, na verdade, não. Liotine começou a trabalhar com investigadores federais gravando secretamente em áudio seus supervisores. Em 22 de dezembro de 1998, as autoridades federais invadiram uma propriedade da Alaska Airlines e apreenderam os registros de manutenção. Em agosto de 1999, a Alaska Airlines colocou Liotine em licença remunerada e em 2000, o mecânico entrou com um processo por difamação contra a companhia aérea. A queda do AS261 tornou-se parte da investigação federal contra a Alaska Airlines, porque, em 1997, Liotine havia recomendado que o parafuso e a porca retentora da aeronave do acidente fossem substituídos, mas foi rejeitado por outro supervisor. Em dezembro de 2001, os promotores federais declararam que não iriam abrir acusações criminais contra a Alaska Airlines. Naquela época, a Alaska Airlines concordou em resolver o processo por difamação pagando cerca de US$ 500 000; como parte do acordo Liotine renunciou.

## Conclusões
A "causa provável" do acidente escrita no relatório final emitido pelo NTSB no final de 2002 é a seguinte:
O Conselho Nacional de Segurança nos Transportes determina que a causa provável do acidente com o voo Alaska Airlines 261 foi a perda do controle de inclinação do avião resultante da falha em voo das roscas da porca retentora do conjunto do macaco de parafuso do sistema de compensação do estabilizador horizontal. A falha da rosca foi causada por desgaste excessivo resultante da lubrificação insuficiente da Alaska Airlines no conjunto dos macacos de parafuso.
O NTSB encontrou estes fatores contribuintes:
- A extensão do intervalo de lubrificação da Alaska Airlines para os componentes do estabilizador horizontal McDonnell Douglas MD-80, e a aprovação da FAA dessa extensão, a última das quais foi baseada na extensão do intervalo de lubrificação recomendado pela McDonnell Douglas, aumentou a probabilidade de que um erro ou a lubrificação inadequada resultaria na deterioração quase completa das roscas da porca retentora do conjunto dos parafusos, e, portanto, foi uma causa direta do desgaste excessivo e contribuiu para o acidente do voo 261.
- O intervalo estendido de verificação da Alaska Airlines e a aprovação da FAA dessa extensão permitiram que as roscas da porca retentora se deteriorassem a ponto de falhar sem a oportunidade de serem detectadas.
- A ausência no McDonnell Douglas MD-80 de um mecanismo à prova de falhas para prevenir os efeitos catastróficos da perda total do macaco de parafuso.

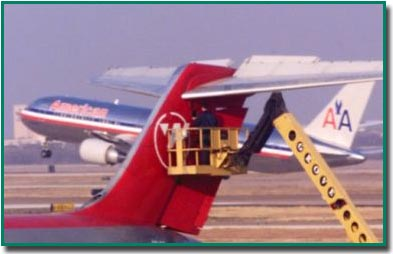
Manutenção de rotina de uma seção da cauda de um Douglas DC-9 da Northwest Airlines, o antecessor do MD-80

Durante o curso da investigação, e posteriormente em seu relatório final, o NTSB emitiu 24 recomendações de segurança, cobrindo manutenção, supervisão regulatória e questões de projeto de aeronaves. Mais da metade deles estavam diretamente relacionados à lubrificação dos parafusos e à medição da folga axial. Também foi incluída uma recomendação de que os pilotos deveriam ser instruídos que, em caso de mau funcionamento do sistema de controle de voo, eles não deveriam tentar procedimentos corretivos além dos especificados nos procedimentos da lista de verificação e, em particular, no caso de um sistema de controle de compensação do estabilizador horizontal mau funcionamento, os motores de compensação primário e alternativo não devem ser ativados e, se não for possível corrigir o problema por meio das listas de verificação, eles devem pousar no aeroporto mais próximo.

Na declaração de um membro do conselho do NTSB John J. Goglia para o relatório final, que foi aceita pelos outros três membros do conselho, ele escreveu:
"Este é um acidente causado por erro de manutenção. A manutenção e inspeção da Alaska Airlines em seu sistema de ativação do estabilizador horizontal foi mal concebida e lamentavelmente executada. A falha foi agravada por uma supervisão deficiente... Se algum dos gerentes, mecânicos, inspetores, supervisores ou supervisores da FAA cujo trabalho era proteger este mecanismo tivesse feito seu trabalho conscienciosamente, este acidente não poderia ter acontecido... O NTSB fez várias recomendações especificas de manutenção, algumas já cumpridas, que irão, se seguidas, prevenir a recorrência deste acidente em particular. Mas a manutenção, mal feita, encontrará uma maneira de ocorrer em outro lugar."

## Consequências

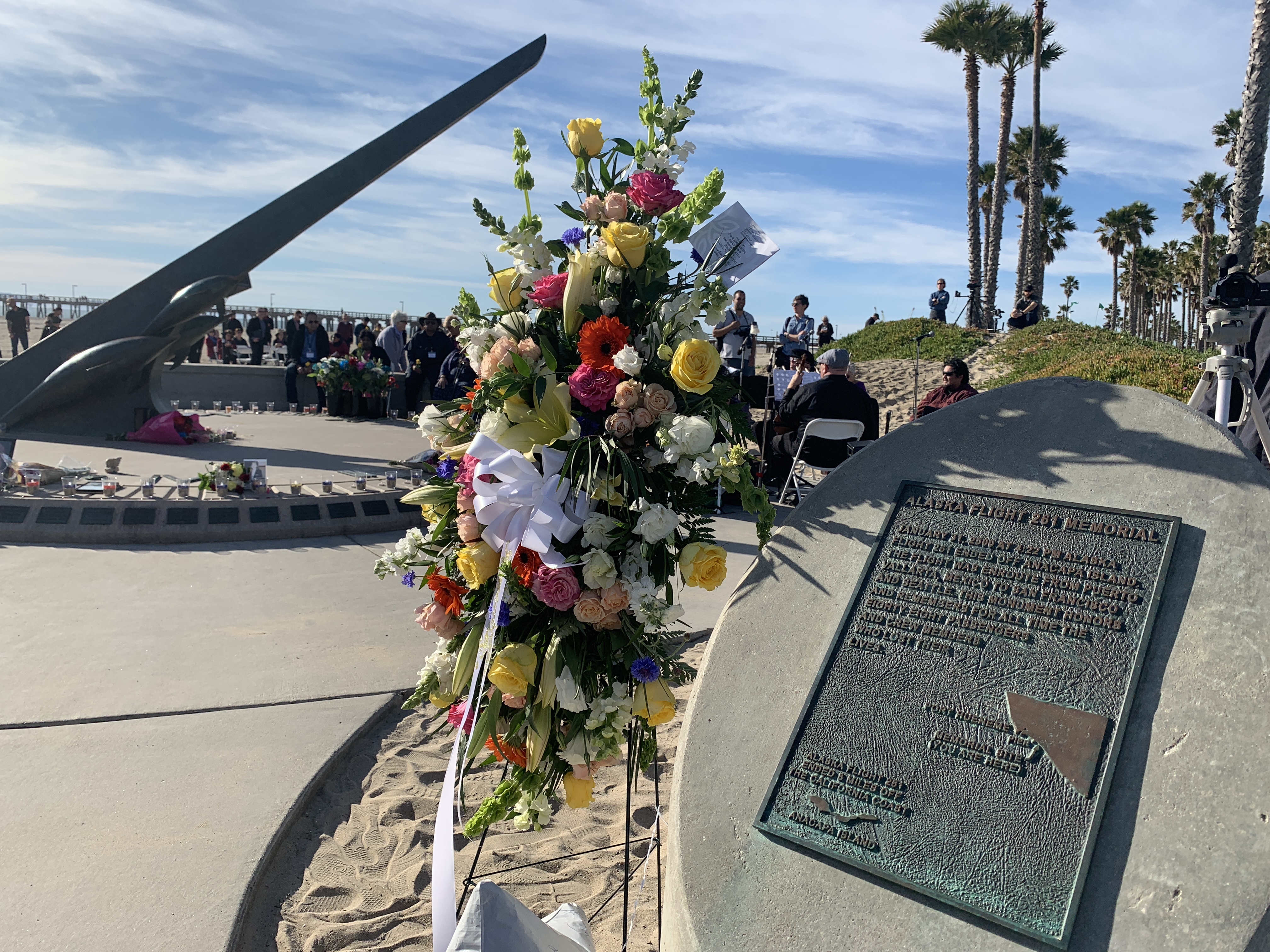
Memorial do acidente em fevereiro de 2020

Após o acidente, a administração da Alaska Airlines disse que espera lidar com as consequências de uma maneira semelhante à conduzida pela Swissair após o acidente do voo 111. Eles desejavam evitar os erros cometidos pela Trans World Airlines na sequência do acidente do voo 800 da TWA, em outras palavras, a falha da TWA em fornecer informações oportunas e compaixão às famílias das vítimas.
As famílias das vítimas aprovaram a construção de um relógio de sol memorial, projetado pelo artista James "Bud" Bottoms, de Santa Bárbara, que foi colocado em Port Hueneme, na costa da Califórnia. Os nomes de cada uma das vítimas estão gravados em placas de bronze individuais montadas no perímetro do mostrador. O relógio de sol projeta uma sombra em uma placa memorial às 16:22 de cada 31 de janeiro.
O capitão Thompson e o primeiro oficial Tansky foram condecorados postumamente com a medalha de ouro por heroísmo da Air Line Pilots Association, em reconhecimento por suas ações durante a emergência. Esta é a única vez que o prêmio foi concedido postumamente. O Fundo de Bolsas de Estudo Ted Thompson / Bill Tansky foi nomeado em memória dos dois pilotos.
A McDonnell Douglas e a Alaska Airlines eventualmente aceitaram a responsabilidade pelo acidente, e todos, exceto um dos processos movidos por familiares sobreviventes foram resolvidos fora do tribunal antes de irem a julgamento. Candy Hatcher, do Seattle Post-Intelligencer, escreveu: "Muitos perderam a fé na Alaska Airlines, uma empresa doméstica que se orgulhava de seu histórico de segurança e se autodenominava uma companhia aérea familiar."
Steve Miletich do The Seattle Times escreveu que a parte oeste de Washington "nunca antes experimentou tal perda em um acidente de avião". Muitos residentes de Seattle foram profundamente afetados pelo desastre. Como parte de uma vigília memorial em 2000, uma coluna de luz foi irradiada do topo do Space Needle. Alunos e professores da John Hay Elementary School em Queen Anne, Seattle, realizaram um memorial por quatro alunos Hay que morreram no acidente. Em abril de 2001, John Hay Elementary dedicou o "John Hay Pathway Garden" como um memorial permanente para os alunos e suas famílias que foram mortos no voo 261. O parque público Soundview Terrace da cidade de Seattle foi reformado em homenagem aos quatro membros da família Pearson e seis membros da família Clemetson que foram mortos a bordo do voo 261 do mesmo bairro de Seattle em Queen Anne. O playground do parque foi batizado de "Rachel's Playground", em memória de Rachel Pearson, de seis anos, que estava a bordo do MD-83 e que costumava ser vista brincando no parque.
Duas vítimas foram falsamente nomeadas em processos de paternidade como pais de crianças na Guatemala, na tentativa de obter seguro e dinheiro para liquidação. Testes de DNA subsequentes provaram que essas afirmações eram falsas.
O acidente apareceu em vários golpes de e-mail de fraude de taxa antecipada ("419"), em que um golpista usa o nome de alguém que morreu no acidente para atrair vítimas inocentes para enviar dinheiro ao golpista, alegando que a vítima deixou grandes quantidades de fundos não reclamados em uma conta bancária no estrangeiro. Os nomes de Morris Thompson e Ronald e Joyce Lake foram usados em esquemas não relacionados a eles.
Em dezembro de 2020, o voo 261 não existe mais e a Alaska Airlines não opera mais a rota Puerto Vallarta – San Francisco – Seattle / Tacoma. A companhia aérea agora voa de Puerto Vallarta – Seattle / Tacoma sem escalas com o voo 203  e Puerto Vallarta-San Francisco sem escalas com o voo 1273. A companhia aérea aposentou o último de seus MD-80s em 2008 e atualmente usa Boeing 737s e Airbus A320 para essas rotas.

## Na cultura popular
- O acidente foi apresentado no episódio "Cutting Corners" (A reconstituição foi transmitida nos Estados Unidos com o título "Fatal Error", "Erro Fatal" em Portugal e "Air Alaska" no Brasil[48]) da primeira temporada (2003) de Mayday, chamado "Air Emergency and Air Disasters" nos EUA e "Air Crash Investigation" no Reino Unido e em outras partes do mundo (inclusive no Brasil). Em janeiro de 2022 o desastre aéreo fez parte da 22ª temporada no episódio "Pacific Plunge" ("Mergulho no Pacífico" no Brasil[49]). O acidente também foi incluído em um especial da sexta temporada (2007) da mesma série intitulado "Fatal Flaw" ("Fatal Fix" no Reino Unido, Austrália e Ásia e "Conserto Fatal" no Brasil[50]).
- O filme-drama Flight (2012), dirigido e coproduzido por Robert Zemeckis, apresentou a queda de um avião semelhante a um MD-83, que voa invertido e acaba caindo, embora a versão do filme tenha registrado apenas seis fatalidades (quatro passageiros , dois tripulantes) das 102 pessoas a bordo. No filme, os investigadores do NTSB determinam que a causa provável desse acidente é a fadiga de um macaco de parafuso devido ao desgaste excessivo e à má manutenção. Os segundos finais do CVR do voo 261 indicam que o avião se estabilizou e estava voando invertido pouco antes da queda, evento retratado no filme. O roteirista John Gatins explicou mais tarde que o acidente apresentado no filme foi "vagamente inspirado" pelos eventos do voo 261.